# Thelotrema conformale
Thelotrema conformale är en lavart som beskrevs av Kremp. 1875. Thelotrema conformale ingår i släktet Thelotrema och familjen Thelotremataceae.   Inga underarter finns listade i Catalogue of Life.